# Гамб'єр (Огайо)
Гамб'єр (англ. Gambier) — селище (англ. village) в США, в окрузі Нокс штату Огайо. Населення — 2213 особи (2020).

## Географія
Гамб'єр розташований за координатами 40°22′34″ пн. ш. 82°23′41″ зх. д. / 40.37611° пн. ш. 82.39472° зх. д. (40.376228, -82.394596).  За даними Бюро перепису населення США в 2010 році селище мало площу 2,42 км², з яких 2,42 км² — суходіл та 0,00 км² — водойми.

## Демографія
Згідно з переписом 2010 року, у селищі мешкала 2391 особа в 343 домогосподарствах у складі 126 родин. Густота населення становила 987 осіб/км².  Було 375 помешкань (155/км²).
Расовий склад населення:
| - 90,5 % — білих - 2,8 % — чорних або афроамериканців - 2,0 % — азіатів - 0,2 % — корінних американців |

До двох чи більше рас належало 3,7 %. Частка іспаномовних становила 2,8 % від усіх жителів.
За віковим діапазоном населення розподілялося таким чином: 4,0 % — особи молодші 18 років, 91,5 % — особи у віці 18—64 років, 4,5 % — особи у віці 65 років та старші. Медіана віку мешканця становила 21,2 року. На 100 осіб жіночої статі у селищі припадало 89,9 чоловіків;  на 100 жінок у віці від 18 років та старших — 89,0 чоловіків також старших 18 років.
Середній дохід на одне домашнє господарство  становив 73 941 долар США (медіана — 64 125), а середній дохід на одну сім'ю — 109 023 долари (медіана — 109 063). Медіана доходів становила 50 968 доларів для чоловіків та 48 523 долари для жінок. За межею бідності перебувало 21,5 % осіб, у тому числі 0,0 % дітей у віці до 18 років та 7,7 % осіб у віці 65 років та старших.
Цивільне працевлаштоване населення становило 1109 осіб. Основні галузі зайнятості: освіта, охорона здоров'я та соціальна допомога — 62,5 %, мистецтво, розваги та відпочинок — 8,8 %, роздрібна торгівля — 5,7 %, науковці, спеціалісти, менеджери — 5,4 %.